# Sphaerolobium vimineum
Sphaerolobium vimineum är en ärtväxtart som beskrevs av James Edward Smith. Sphaerolobium vimineum ingår i släktet Sphaerolobium och familjen ärtväxter. Inga underarter finns listade i Catalogue of Life.